# Hubert Ritzenhofen
Hubert Ritzenhofen (né le 3 octobre 1879 à Amsterdam, mort le 7 avril 1961 à Düsseldorf) est un peintre allemand.

## Biographie
Après une formation à l'école des arts appliqués de Düsseldorf, il étudie de 1896 à 1907 à l'académie des beaux-arts de Düsseldorf auprès de Heinrich Lauenstein, Willy Spatz, Eduard Gebhardt puis de Claus Meyer. En 1903, il a son propre studio dans le bâtiment de l'académie.
De 1926 à 1961, il est membre de Malkasten. Ritzenhofen reste à Düsseldorf et travaille comme peintre de paysage, de marine, de genre et de portrait. Il fait des voyages d'étude aux Pays-Bas, en Belgique et en France. Il choisit principalement  des motifs de Düsseldorf et des environs.
Sa peinture à l'huile Weißer Sonntag in St. Lambertus est un prêt à usage de la famille Ritzenhofen au Musée de la ville de Düsseldorf.
Son fils Walter Ritzenhofen, né en 1920 à Düsseldorf, étudie à l'académie des beaux-arts de Düsseldorf avec Wilhelm Schmurr et devient également peintre.